# Сент Бернард (Охајо)
Сент Бернард (енгл. St. Bernard) град је у америчкој савезној држави Охајо.

## Демографија
По попису из 2010. године број становника је 4.368, што је 556 (-11,3%) становника мање него 2000. године.
| Група             | 2000.         | 2010.         |
| Белци             | 4.487 (91,1%) | 3.457 (79,1%) |
| Афроамериканци    | 318 (6,5%)    | 685 (15,7%)   |
| Азијати           | 31 (0,6%)     | 31 (0,7%)     |
| Хиспаноамериканци | 32 (0,6%)     | 85 (1,9%)     |
| Укупно            | 4.924         | 4.368         |